# 曲阜鲁国故城
曲阜鲁国故城，是中国周朝时期鲁国的都城，是周王朝各诸侯国中延续时间最长的都城，现存鲁国故城面积约10.45平方公里。1961年，曲阜鲁国故城被列为第一批全国重点文物保护单位。鲁国故城的中心是鲁国的祖庙，即曲阜周公庙。

## 结构

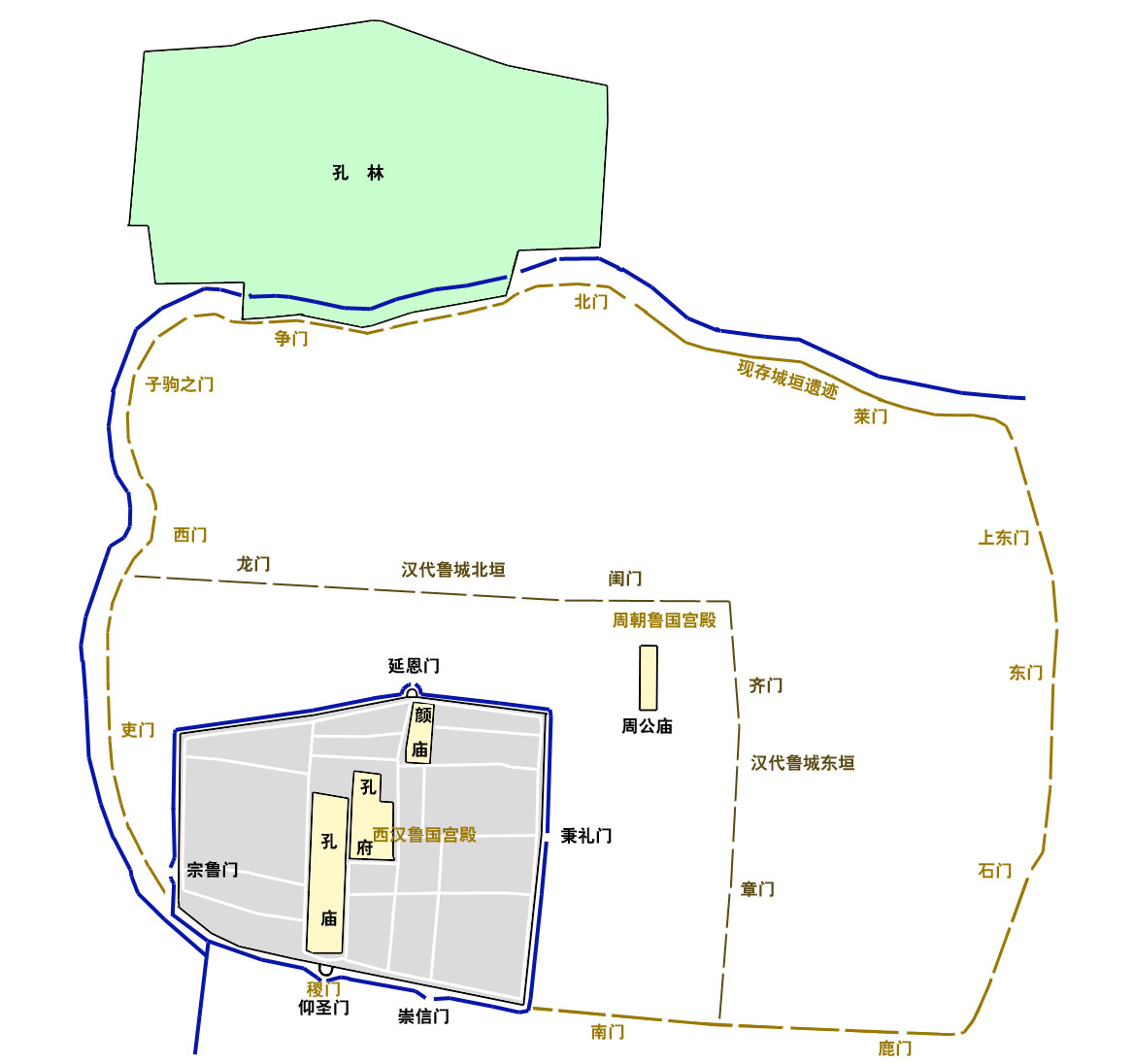
曲阜城垣变迁示意图：浅棕色线为周朝鲁城范围，深棕色线为汉代鲁城范围，黑线为明朝正德年间修建的曲阜县城

鲁国故城周长11.9公里，城垣东西长3.7公里，南北宽2.7公里。现存鲁国故城面积约10.45平方公里。
鲁国故城大部位于鲁城街道，故城的西城墙、南城墙与现在的明朝故城重合。鲁国故城的中心是现在的曲阜周公庙，也就是鲁国的太庙。

## 历史
曲阜鲁国故城是西周时期鲁国的都城，是周王朝各诸侯国中延续时间最长的都城，先后传二十五世三十四君，建都时间达873年。鲁国故城从西周到汉代经过八次大规模的兴建修葺。宋朝时，曲阜县改为仙源县，迁移到城东寿丘，城逐渐毁废。明朝正德年间，以曲阜孔庙为中心建城，就是明朝故城。

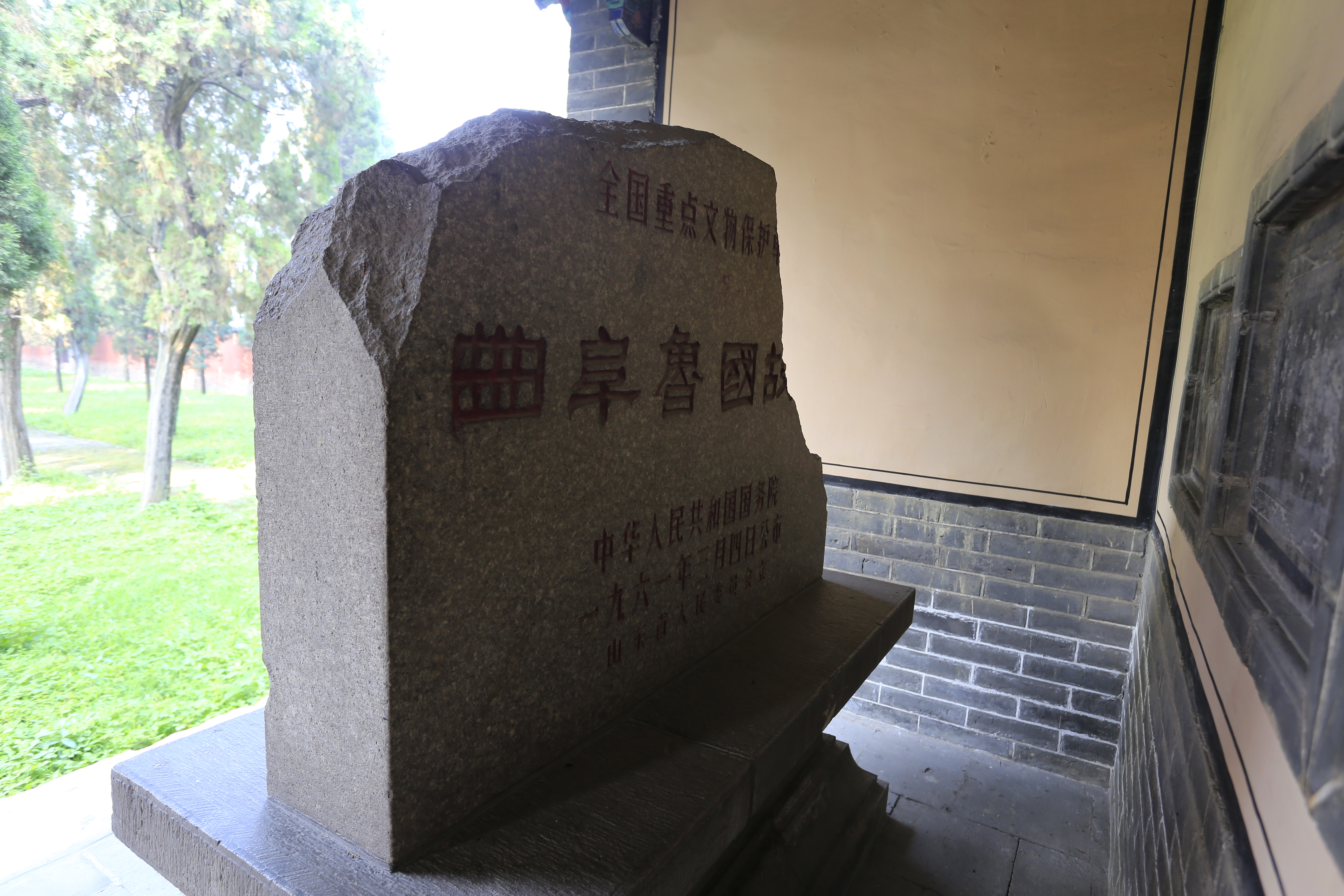
文革被砸石碑正面

1961年，曲阜鲁国故城登录为第一批全国重点文物保护单位。文化大革命期间（1966-1976年），鲁国故城曲阜周公庙遭到破坏。周公庙前“曲阜鲁国故城”全国重点文物保护单位的石碑被砸，棂星门门顶上坐着的四尊罗汉被砸碎，周公泥像和神龛也被拉倒破坏。“曲阜鲁国故城”全国重点文物保护单位的残碑现存于曲阜周公庙前。
1977年，周公庙被列为山东省级文物保护单位。与此同时，经国家文物局批准，1977年山东省文物部门曾组织对鲁故城进行了系统勘探与重点试掘，基本探明了城内的各类遗存。1978年后，政府拨款整修，新塑周公、鲁公像于元圣殿内，使庙貌一新。
2010年，曲阜鲁国故城被国家文物局公布为“国家考古遗址公园”23个立项名单之一，此后于2013年被正式公布为第二批“国家考古遗址公园”。

## 考古
根据1970年代的考古普探和试掘，共划分为36处重点保护区，总面积490万平方米。鲁国故城国家考古遗址公园于2012年启动建设。2021年，曲阜鲁国故城被作为两周时期全国15项重大考古发现之一，入选“百年百大考古发现”。依据官方数据，截止2022年9月，围绕鲁国故城的常态化考古工作累计勘探22.4万平方米、发掘9000平方米，出土上千件重要器物，成为全国一级博物馆孔子博物馆展陈文物的重要来源。

### 图集

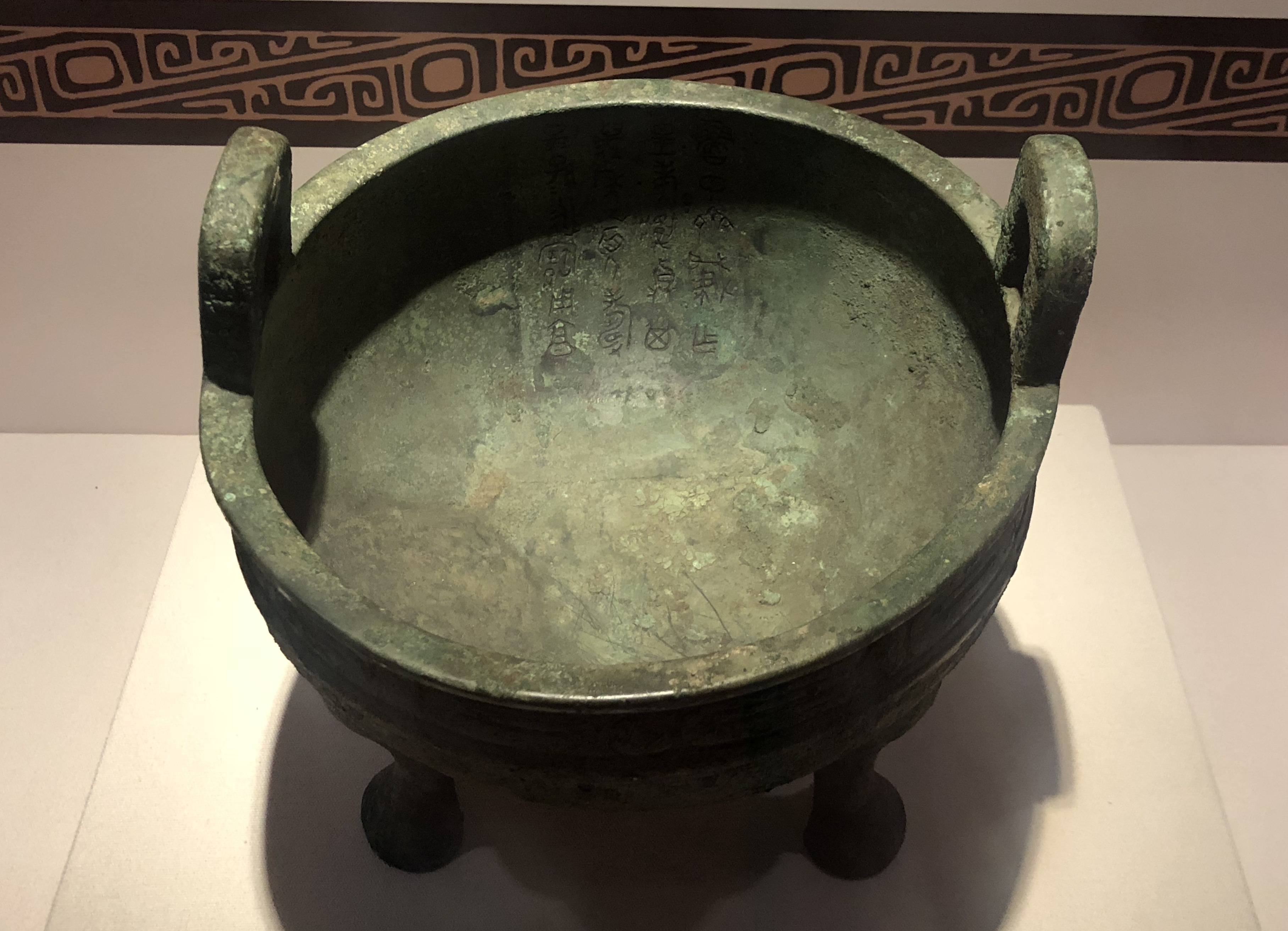
鳞纹双耳三足铜鼎
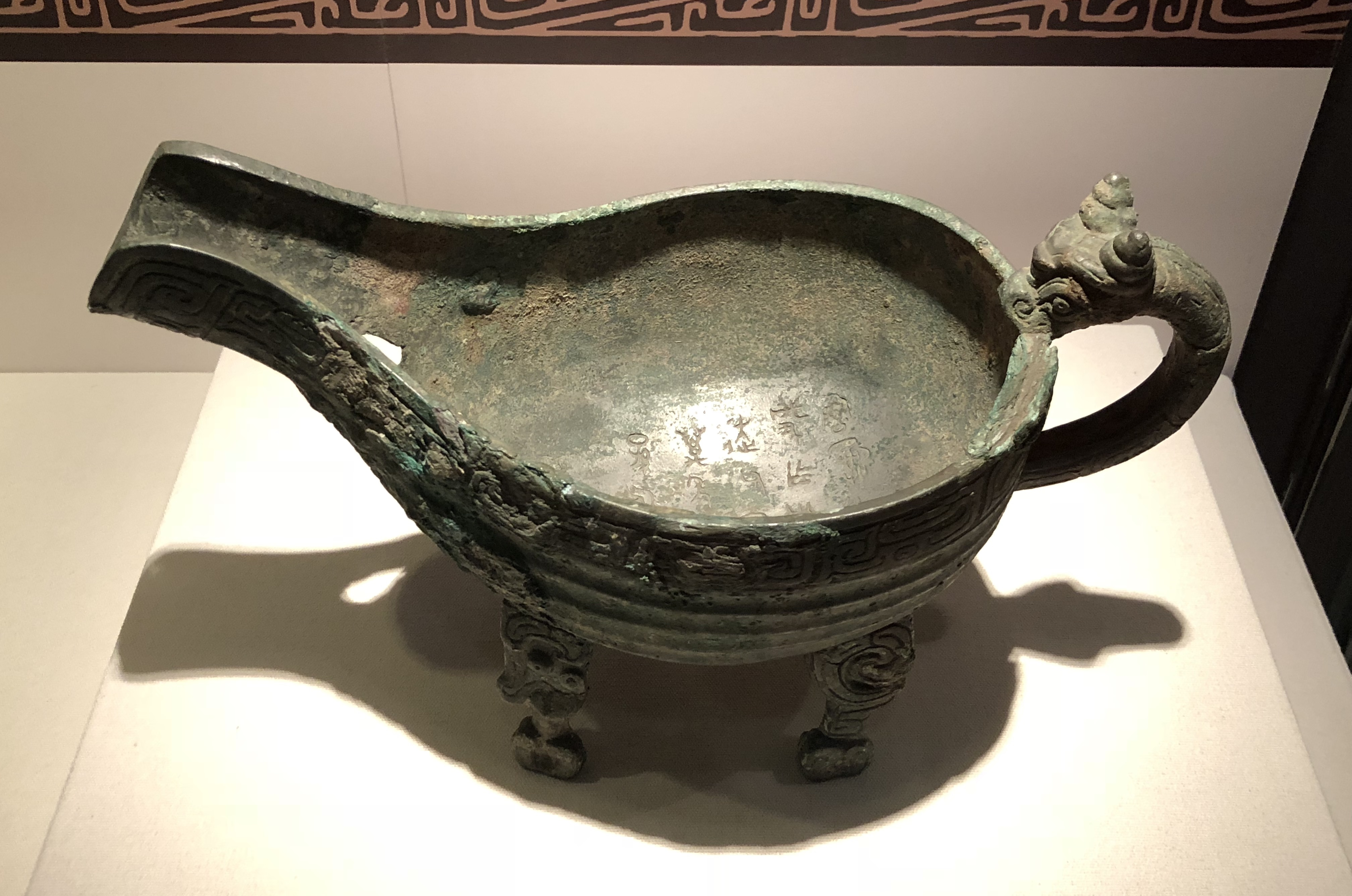
夔纹兽首鋬四足铜匜
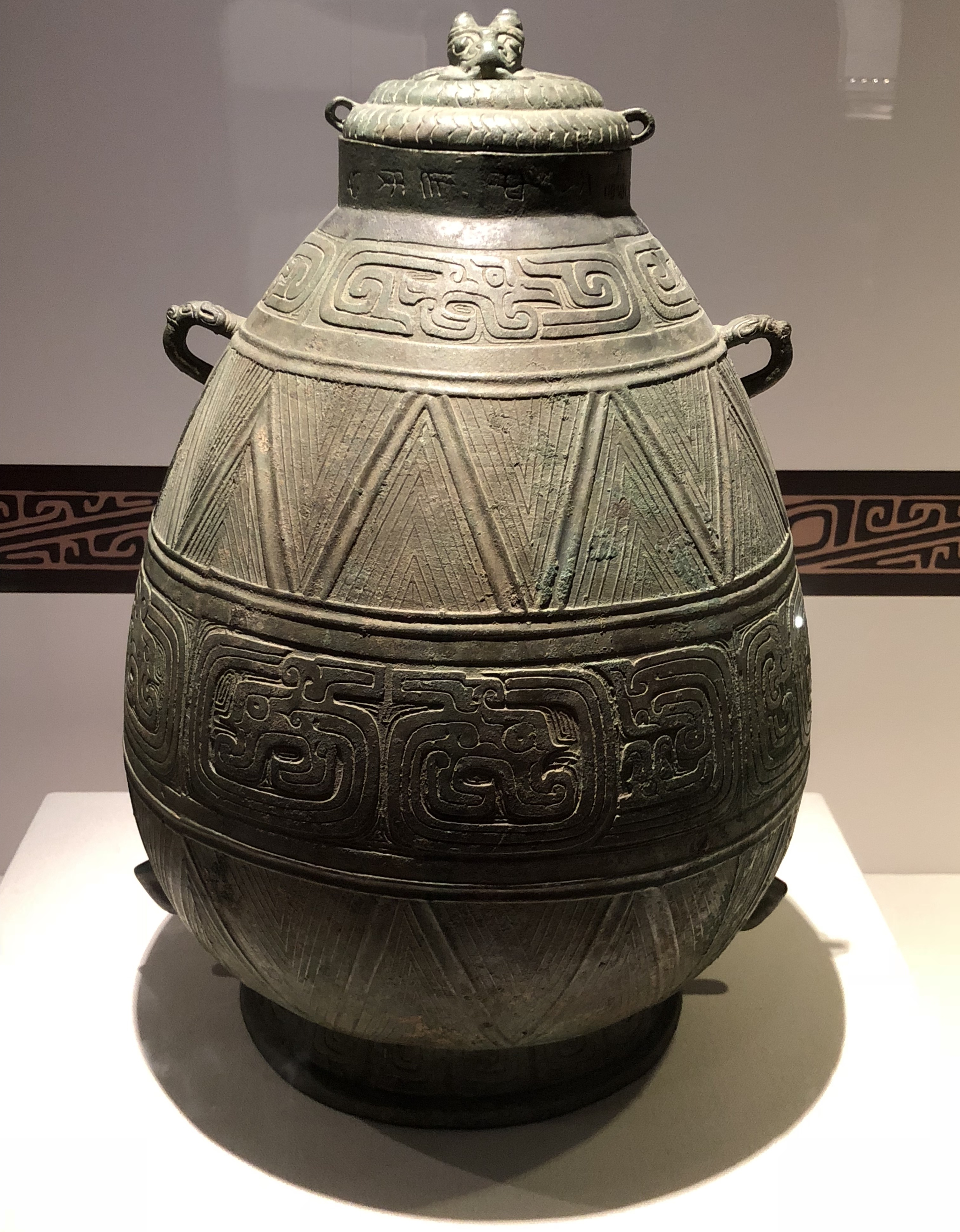
夔纹螭耳铜壶